# إزيدور نيومان
إزيدور نيومان (بالألمانية: Isidor Neumann) هو طبيب أمراض جلدية نمساوي.
ولد في ميروسلاف في مورافيا في جمهورية التشيك في 2 مارس 1832 وتوفي في 31 أغسطس 1906.
يطلق اسمه على أحد أنواع الفقاع التنبتي.
خلال فترة احتلال النمسا للبوسنة والهرسك، أرسل لهذا البلد لعلاج مشكلة الجذام والسفلس.